# Andreas Schieder
Andreas Schieder (ur. 16 kwietnia 1969 w Wiedniu) – austriacki polityk i samorządowiec, parlamentarzysta krajowy, w latach 2008–2013 sekretarz stanu, przewodniczący frakcji poselskiej Socjaldemokratycznej Partii Austrii (2013–2017), poseł do Parlamentu Europejskiego IX i X kadencji.

## Życiorys
Syn polityka Petera Schiedera. W 1990 podjął studia ekonomiczne na Uniwersytecie Wiedeńskim, które ukończył w 2002. Zaangażował się w działalność polityczną w ramach Socjaldemokratycznej Partii Austrii. W latach 1992–1996 był sekretarzem do spraw międzynarodowych w Sozialistische Jugend Österreich, socjalistycznej organizacji młodzieżowej współpracującej z SPÖ. Od 1997 do 1999 przewodniczył europejskiej socjalistycznej młodzieżówce ECOSY. W latach 2002–2007 był zatrudniony w departamencie polityki gospodarczej Arbeiterkammer Wien, wiedeńskiej izby pracy. Od 2007 do 2008 był sekretarzem swojej partii do spraw międzynarodowych.
W latach 1996–1997 zasiadał w radzie dzielnicy Penzing. Następnie przez dziewięć lat był posłem do stołecznego landtagu i radnym wiedeńskiej rady miasta. Od 2002 do 2006 wchodził w skład Komitetu Regionów. W 2006 po raz pierwszy uzyskał mandat deputowanego do Rady Narodowej. Z powodzeniem ubiegał się o reelekcję w wyborach w 2008, 2013 i 2017.
W lipcu 2008 objął stanowisko sekretarza stanu przy urzędzie kanclerza. W grudniu tegoż roku został sekretarzem stanu w ministerstwie finansów. Pełnił tę funkcję do grudnia 2013. W tymże roku został przewodniczącym frakcji poselskiej socjaldemokratów, pełnił tę funkcję do 2017. W 2019 jako lider listy kandydatów swojej partii uzyskał mandat posła do Parlamentu Europejskiego IX kadencji. Z powodzeniem ubiegał się o ponowny wybór na eurodeputowanego w 2024.

## Odznaczenia
Odznaczony Wielką Srebrną na Wstędze Odznaką Honorową za Zasługi dla Republiki Austrii (2011).